# Ariaramneia
Ariaramneia va ser una ciutat de Capadòcia esmentada en una inscripció en grec i arameu on s'indica que era la seu d'un comandant militar del regne de Capadòcia al segle ii aC.
Va rebre el seu nom molt probablement d'Ariaramnes I, el pare d'Ariarates II, reis de Capadòcia. Se suposa que Ariaramnes la va fundar i li va posar el seu nom propi.